# Oedo
Oedo (en coreano: 외도) es una isla de la ciudad de Geoje, en la provincia de Gyeongsang del Sur (경상남도), Corea del Sur. Se trata de un jardín botánico de estilo occidental en el parque nacional Hallyeo Haesang, construido por Lee Chang-ho y su esposa cuando se establecieron en la isla en 1969.
En el pasado, Oedo era sólo un islote rocoso. No había instalaciones de electricidad ni teléfono, debido a su ubicación aislada.
Sólo 8 familias vivían en Oedo. Era bastante incómodo acceder a la isla debido a la falta de un muelle en los primeros tiempos después de la independencia de Corea.